# 오도일 초상화
오도일 초상화는 대한민국 경기도 용인시 처인구 모현읍 오산리에 있는 조선시대의 초상화이다. 1990년 11월 22일 용인시의 향토문화재 제14호로 지정되었다.

## 참고 문헌
- 오도일 초상화 - 용인시 문화관광 - 향토유적